# Machete Kills
Machete Kills è un film del 2013 diretto da Robert Rodriguez.
Pellicola d'azione di exploitation, con protagonista Danny Trejo, è il terzo film ispirato al fake trailer di Grindhouse - Planet Terror; i primi due sono stati Machete e Hobo with a Shotgun.
Danny Trejo, Michelle Rodriguez, Tom Savini, Billy Blair, Electra, Elise Avellan, Felix Sabates e Jessica Alba interpretano i loro stessi ruoli dai film precedenti e si uniscono alla serie anche Mel Gibson, Demián Bichir, Amber Heard, Sofía Vergara, Lady Gaga, Antonio Banderas, Cuba Gooding Jr., Vanessa Hudgens, Alexa Vega, William Sadler, Marko Zaror, Charlie Sheen ed Elon Musk. Il film è stato distribuito negli Stati Uniti l'11 ottobre 2013.

## Trama
L'ex-agente della polizia messicana Machete Cortez svolge un'operazione contro un cartello della droga, quando compaiono alcuni misteriosi individui che uccidono i narcotrafficanti; il loro capo, inoltre, uccide la collega di Machete, Sartana Rivera, dopo che questa scopre un misterioso missile nascosto in un camion dei narcotrafficanti.
Machete viene quindi preso dalla polizia locale, e proprio quando sta per venire impiccato dal corrotto sceriffo Doakes, questo riceve una telefonata dal presidente Rathcock, che convoca Machete, garantendogli la cittadinanza e l'amnistia in cambio del suo aiuto: gli viene affidata la missione di uccidere Marcos Mendez, ex-narcos psicopatico a capo di una milizia privata dotata di un missile puntato verso Washington, minacciando di lanciarlo se non verranno assecondate le sue richieste. Machete si reca dal suo contatto, la Miss San Antonio Blanca Vasquez, in Texas, che lo aiuta a passare il confine ed arrivare ad Acapulco per rintracciare l'amante di Mendez, Cereza. Dopo averla trovata in un bordello ed essere sopravvissuto ad uno scontro a fuoco con la madre di Cereza, Madame Desdemona, e le sue prostitute killers, Machete riesce a farsi condurre al rifugio di Mendez; tuttavia, durante il tragitto, Cereza viene assassinata dal braccio destro di Mendez, Zaror, su ordine di quest'ultimo per aver rivelato a Machete il suo rifugio.
Arrivato al rifugio, Machete si confronta con Mendez, che lo incoraggia ad ucciderlo affermando che, così facendo, il missile da lui posseduto verrà lanciato automaticamente, essendosi fatto collegare al cuore un sistema di lancio automatico; Machete così uccide i suoi uomini e Zaror, per poi fuggire con vari mezzi. Gli uomini di Mendez, tuttavia, mettono una taglia su Machete e Mendez di 20 milioni di dollari, attirando l'attenzione di Madame Desdemona, che vuole vendicare sua figlia, oltre a quelle di un misterioso killer mutaforma noto come El Chameleón e dello sceriffo Doakes. Dopo essere riusciti a passare il confine e ad uccidere Doakes e il suo vice, ricompaiono i misteriosi individui dell'inizio del film che sparano a Machete, e Zaror, che decapita Mendez.
Machete si risveglia in una vasca guaritrice, per scoprire che Zaror (rivelatosi poi un clone) e Mendez (il cui cuore non ha cessato di battere ed è stato sigillato) erano al servizio dello spietato capitano d'industria Luther Voz. Questi rivela a Machete che ha creato un missile destinato a salvare se stesso e pochi umani, e ha intenzione di utilizzare altri terroristi per lanciare dei missili in tutto il Mondo, scatenando l'Apocalisse, per poi ricolonizzare la Terra partendo da una stazione spaziale, in modo da salvarla da una fine ben più drammatica. Voz offre a Machete la possibilità di servire la sua causa, ma questi rifiuta e fugge con una pistola futuristica difettosa, scoperta da Voz tramite la sua dote di prevedere il futuro.
Machete si reca da Luz, una guerrigliera messicana avversa ai cartelli sua amica, e si fa convincere da questa a collaborare con la sua vecchia nemesi ed assassino di suo fratello, Osiris Amapour, ora redento e cattolico praticante oltre che mago dell'ingegneria. Intanto Blanca Vasquez, appena eletta Miss Texas, informa il presidente e stabilisce un incontro tra lui e Machete, che tuttavia non fidandosi si fa aiutare da Luz ed i suoi uomini. I sospetti di Machete vengono confermati e Blanca rivela di essere al servizio di Voz, che in cambio l'ha fatta divenire Miss Texas. Dopo uno scontro a fuoco, Machete, Blanca e Luz si dividono, e Machete rinviene nel deserto. Qui viene aiutato da Duke, un camionista messicano, che lo fa salire sul suo camion: tuttavia, Duke si rivela essere El Chameleón, intenzionato a riscuotere la taglia su di lui, facendogli scavare la fossa nel deserto; Machete, nello scavare, scopre però una galleria utilizzata dai clandestini per passare il confine, che usa per fuggire da un distratto Chameleón, che nel seguirlo sbaglia tunnel ed esce proprio davanti a dei vigilantes ultranazionalisti anti-immigrati (gli stessi del primo film), che lo uccidono scambiandolo per un messico-canadese.
Ricongiuntosi con Luz, assieme a lei ed i suoi uomini attacca il quartier generale di Voz, che rivela anche di essere l'assassino di Sartana Rivera, nel frattempo Blanca, dopo aver ucciso vari uomini di Luz, si scontra con Luz, a cui toglie l'altro occhio, rimanendo però uccisa da Luz stessa che le lancia nel petto la sua corona da Miss e le spara. Voz nel frattempo ha sparato al cuore di Mendez, segnando il lancio del missile, e dopo aver ucciso Osiris si confronta con Machete, che riesce a bruciargli la faccia grazie ad una perdita di gas, per poi aggrapparsi al missile riuscendo a disattivarlo in volo. Voz nel frattempo riesce ad ibernare nella grafite Luz, rapire i suoi uomini come schiavi e a fuggire con i suoi fedeli a bordo della sua astronave, destinata ad atterrare sulla sua base spaziale.
Machete, intravedendo l'astronave di Voz nel cielo, accetta la seconda proposta del presidente, che lo incarica di recarsi alla stazione di Voz ed ucciderlo. Il film termina con il rilancio modificato del trailer di apertura del film, Machete Kills Again... in Space, lasciandolo intendere come prossimo sequel.

## Produzione
Il 10 giugno 2012, Rodriguez ha annunciato che erano iniziate le riprese di Machete Kills. Le riprese principali sono durate solo 29 giorni, concludendo il tutto il 28 luglio 2012.
Il film è stato prodotto da Robert Rodriguez, in collaborazione con Aaron Kaufman e Iliana Nikolic, attraverso la loro QuickDraw Productions, Sergei Bespalov di Aldamisa Films, Alexander Rodnyansky di AR Films e Rick Schwartz di Overnight Productions.
Lindsay Lohan, che ha interpretato April Booth nel primo film, non è apparsa in questo capitolo. Rodriguez ha affermato che gli piaceva il personaggio di Lohan, ma lei "non si adattava alla storia".
Nel film Charlie Sheen viene accreditato con il suo nome di nascita Carlos Estévez. Questa particolarità si è rivelata essere una mossa una tantum; è stata un'idea di Sheen usare il suo nome di nascita per via del tema ispanico trattato. Il trailer e i titoli di testa del film usano un cartello che recita "e introducendo..." quando viene mostrato il nome di nascita di Sheen.
Il 20 giugno 2013, la data di uscita del film è stata posticipata dal 13 settembre 2013 all'11 ottobre successivo per evitare la concorrenza con Oltre i confini del male - Insidious 2.

## Distribuzione
Un primo teaser trailer in versione bootleg viene diffuso il 4 maggio 2013. Il film è stato distribuito nelle sale statunitensi l'11 ottobre 2013, mentre in Italia è uscito il 7 novembre dello stesso anno, distribuito da Lucky Red.